# Степанченко, Виктор Григорьевич
Виктор Григорьевич Степанченко (15 сентября 1921 — 10 августа 1999) — командир батареи 562-го минометного полка 37-й армии Степного фронта, полковник. Герой Советского Союза.

## Биография
Родился 15 сентября 1921 года в городе Харьков (Украина). Жил в городе Константиновка Донецкой области Украины. Работал на стеклозаводе.
В Красной Армии с 1940 года. В 1941 году окончил Краснодарское артиллерийское училище. Участник Великой Отечественной войны с июня 1942 года. Сражался на Степном и 2-м Украинском фронтах.
Отличился в боях 16-18 октября 1943 года в Полтавской области Украины. Огнём миномётов уничтожал огневые точки и живую силу противника, поддерживая атаки стрелковых подразделений.
22 февраля 1944 года за образцовое выполнение боевых заданий командования на фронте борьбы с немецко-фашистскими захватчиками и проявленные при этом мужество и героизм лейтенанту Степанченко Виктору Григорьевичу присвоено звание Героя Советского Союза с вручением ордена Ленина и медали «Золотая Звезда».
После войны продолжал службу в Вооружённых Силах СССР. С 1971 года полковник В. Г. Степанченко в запасе. Жил в Москве. Умер 10 августа 1999 года.